# Ksylometr
Ksylometr (gr. ξύλον 'drewno', μέτρον 'miara') – przyrząd, rodzaj naczynia, stosowany w dendrometrii do pomiaru miąższości drewna (objętości) poprzez zanurzenie w wodzie i pomiarze objętości wypartej wody. Metoda ta umożliwia dokładne określenie objętości drewna, zwłaszcza fragmentów o nieregularnym kształcie. Jest stosowana do oceny dokładności metod szacowania objętości drewna. Przy pomiarze suchego drewna najpierw pozwala się mu namoknąć. Oprócz ksylometrów, w których wyparta woda zbierana jest w naczyniu pomiarowym, istnieją przyrządy działające na zasadzie naczyń połączonych.